# 川勾神社

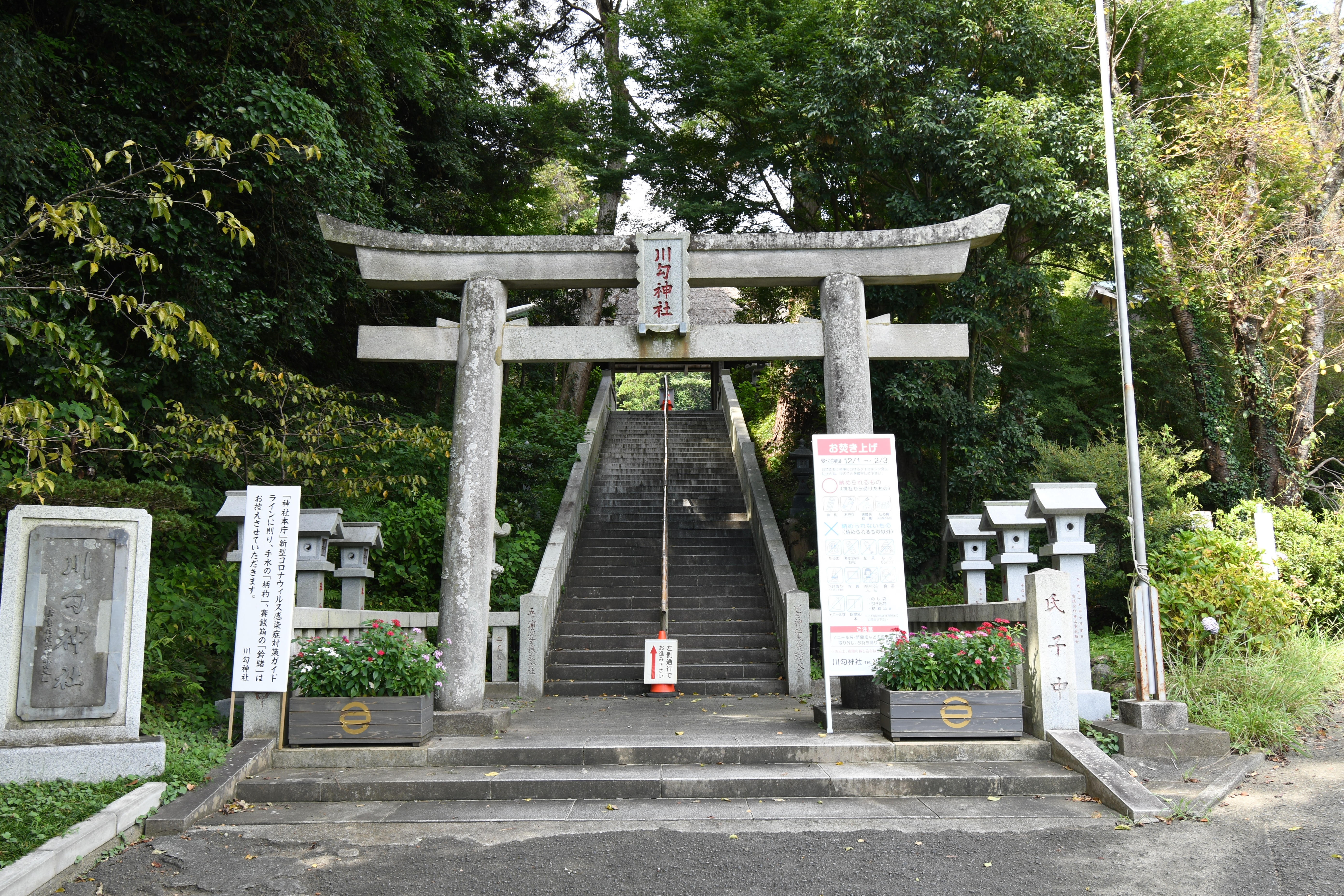
鳥居

川勾神社（かわわじんじゃ）は、神奈川県中郡二宮町山西にある神社。延長5年（927年）の『延喜式神名帳』に記載されている相模国の延喜式内社十三社の内の一社（小社）とされる。旧社格は県社。
毎年5月5日に大磯町国府本郷の神揃山（かみそろいやま）で行われる旧相模国の伝統的な祭事、国府祭（こうのまち）に参加する相模五社の一つで同国二宮に当たる。祭の中心的な儀式「座問答」は相武（さがむ）と磯長（しなが、「師長」とも表記する）をあわせて相模国となったときに、寒川神社と当社のいずれを相模国一宮とするかで争った故事によるものとされる。所在地名の「二宮町」は当社にちなみ、古くより「二宮大明神」「二宮明神社」とも称される。

## 祭神
『川勾神社誌』によれば、現在の祭神は以下の5柱。
- 大名貴命（おおなむじのみこと） - 日本の国土を開拓した神。
- 大物忌命（おおものいみのみこと） - 殖産興業に功績があった神。
- 級長津彦命（しなつひこのみこと）- 風の神・息吹の神。
- 級長津姫命（しなつひめのみこと） - 同上。磯長（しなが）の国を開拓なされた夫婦神。
- 衣通姫命（そとほりひめのみこと） - 安産守護に霊験あらたかな神。

『日本の神々 -神社と聖地- 11 関東』によれば、天保12年（1841年）成立の『新編相模国風土記稿 巻之40』では祭神を衣通姫命・大物忌命・級長津彦命の3柱としているが、安永5年（1776年）に宮司二見氏が書写した『御祭礼之式伝来写』の記述から江戸時代中期には八幡神を祀ったことが確認できると言う。これに関し『日本の神々 -神社と聖地- 11 関東』では、八幡神を祀ったのは鎌倉幕府や関東管領などが信奉した鶴岡八幡宮の影響ではないかと考察している。また、祭神のうち級長津彦命と級長津姫命は本来風神であるが、磯長国の「シナ」に通じるため追加された可能性を指摘している。

## 歴史
寛永19年（1642年）9月に書かれた『二宮川勾神社縁起書』によれば、垂仁天皇御世に余綾・足柄両郡の東西海岸が磯長国であった頃、磯長国国宰である阿屋葉造（あやはのみやつこ）が勅命を奉じて当国鎮護のために創建したのだと言う。『式内社調査報告 第11巻』も、この辺りが磯長国の中心地で、当社は磯長国造（しながのくにのみやつこ）に由縁のある神社であったと述べている。『新編相模国風土記稿 巻之40』によれば、「川勾」の地名は、往古にこの地で押切川が曲流していたことに由来すると言われ、川勾神社の名も地名に由来するのだと言う。
さらに『二宮川勾神社縁起書』によれば、磯長国造の大鷲臣命、相模国造の穂積忍山宿禰（ほづみおしやまのすくね、弟橘姫命の父と言われるが本来別族）によって神宝の奉納があり、日本武尊が東征の折に参拝し、允恭天皇の妃である衣通姫命が皇子誕生安隠のために奉幣祈願したと言うが、『日本の神々 -神社と聖地- 11 関東』ではいずれも伝承に過ぎないと述べている。
延長5年（927年）に『延喜式神名帳』により式内社、小社へ列格された。前九年の役と後三年の役の折には源義家の奉幣祈願があったとされる。
『吾妻鏡』建久3年（1192年）8月9日の条に源頼朝が北条政子の安産を「二宮河匂大明神」に祈願し、神馬が奉納したとある。また、源頼朝は同じ建久年間に、社殿造営と若干の社領寄進を行った。
当社は二宮大明神、二宮明神社と称されたが、『中世諸国一宮制の基礎的研究』では、この『吾妻鏡』が当社を二宮とした最初の文献としている。しかし、『一宮ノオト ノオトその17』が指摘するように、「座問答」の起源が相武と磯長の合併による一宮争いであるとする国府祭伝承に従うなら、通説よりも早く、7世紀には相模国に一宮・二宮の制度があったことになる。
嘉禎4年（1238年）の『安嘉門院庁下文』に「二宮川匂荘」の記述が見え、当社所在地が荘園であったことがわかる。『中世諸国一宮制の基礎的研究』では、正嘉2年（1258年）の『安嘉門院庁下文』や正安3年（1301年）の『亀山法皇院宣』、『京都東山御文庫記録』の記述などから、ここが鎌倉と所縁の深い王家領荘園である一方で、関東御領であったとも見ることができる、と述べている。
建長4年（1252年）に宗尊親王が鎌倉に下向された際は将軍事始の儀として当社に奉幣神馬を奉納したと言われ、『吾妻鏡』建長4年4月14日の条には鶴岡八幡宮以下の大社に神馬を奉納したとの記事がある。
『川勾神社誌』によれば応永年間（1394年 - 1427年）の兵火により社殿宝物など焼失し、随神の木造だけが残されたのだと言う。『新編相模国風土記稿』では、この火災で古伝縁起を失ったと述べている。
永禄4年（1561年）上杉謙信の小田原城遠征の兵火により社殿が焼失したが、その後の元亀年間（1570年 - 1573年）に後北条氏によって再建されている。『川勾神社誌』によれば、当社は小田原城の丑寅の方角に当り、鬼門守護神として後北条氏から格別の崇敬を受けたのだと言う。『中世諸国一宮制の基礎的研究』によれば、戦国期の二宮には神官と見られる「二見民部丞」が下総国関宿まで後北条氏に従って出陣していることが知られており、また天文13年（1544年）12月23日の六所神社の供僧・神官宛の『北条家朱印状』に「二宮明神端午祭」が見えるなど、後北条氏と当社は密接な関係にあったと言う。
天正19年（1591年）徳川家康が朝鮮出兵のため九州名護屋に出陣する際、当社に祈祷札を献上し、御朱印地50石を寄進した。以後、徳川家の崇敬を受け、江戸時代に入ると毎年正月に江戸城へ登城して神札を献ずるのが例となり、これが幕末まで続いた。
安永9年（1780年）暴風雨によって社殿が著しく破損するも、天明7年（1787年）に神主二見氏が再建、この社殿が昭和初期まで至っている。
1873年（明治6年）に郷社へ列格、1932年（昭和7年）には県社に昇格した。現在の社殿は県社昇格の内示を受けて新築着工したものであるが、第2次世界大戦や終戦後の近代社格制度廃止などの影響により、19年後の1951年（昭和26年）に完成を見ている。
2011年（平成23年）9月21日の台風15号により、境内の夫婦杉のうち一本が倒れ、神楽殿の屋根が壊れるなど被害が出ている。

## 境内
クロマツやスギを主体とする社寺林は神奈川県の自然環境保全地域に指定されている。

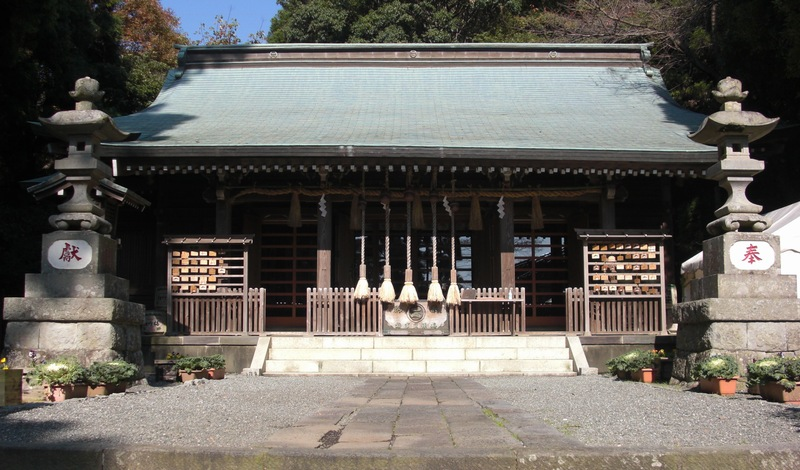
拝殿
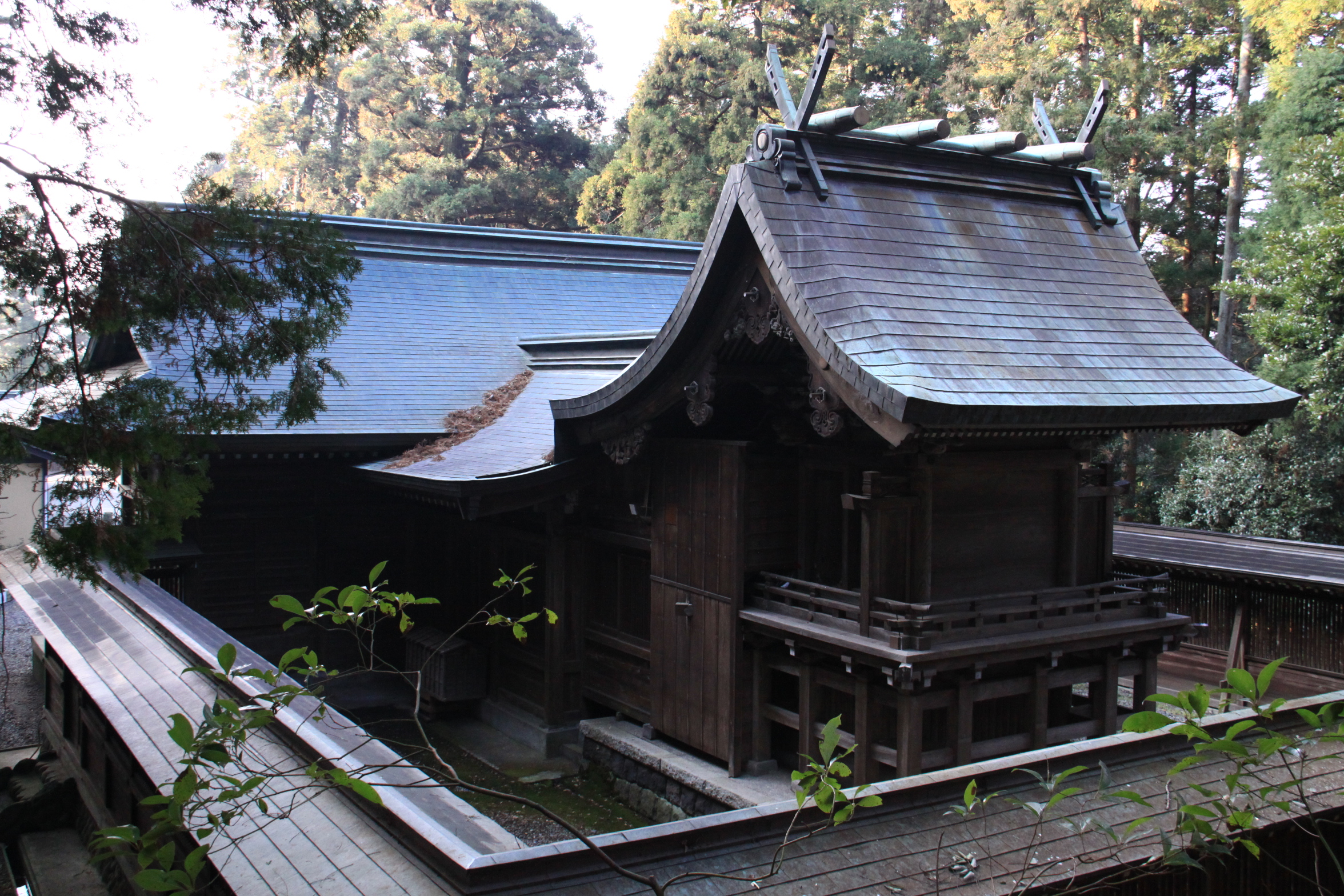
本殿
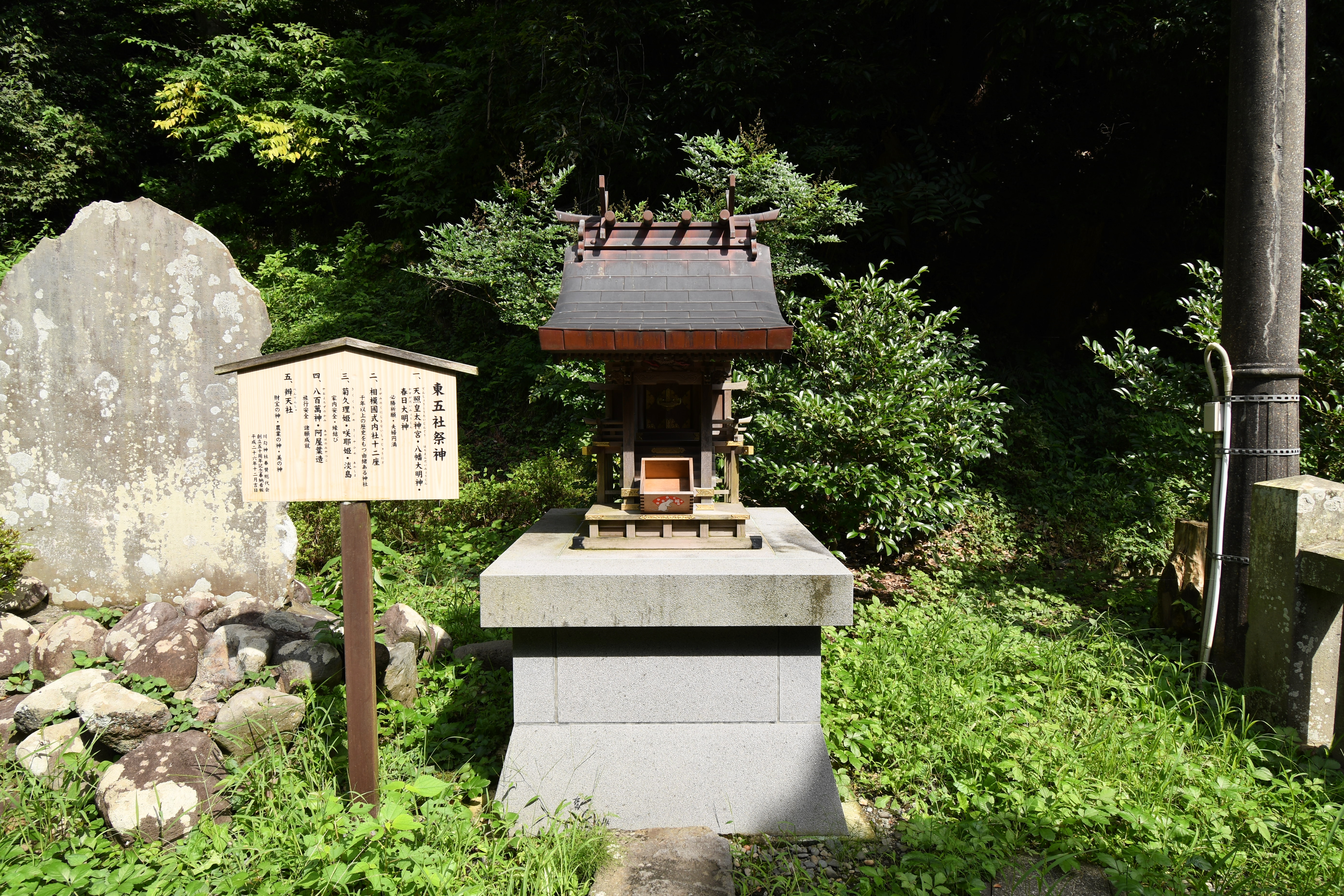
東五社
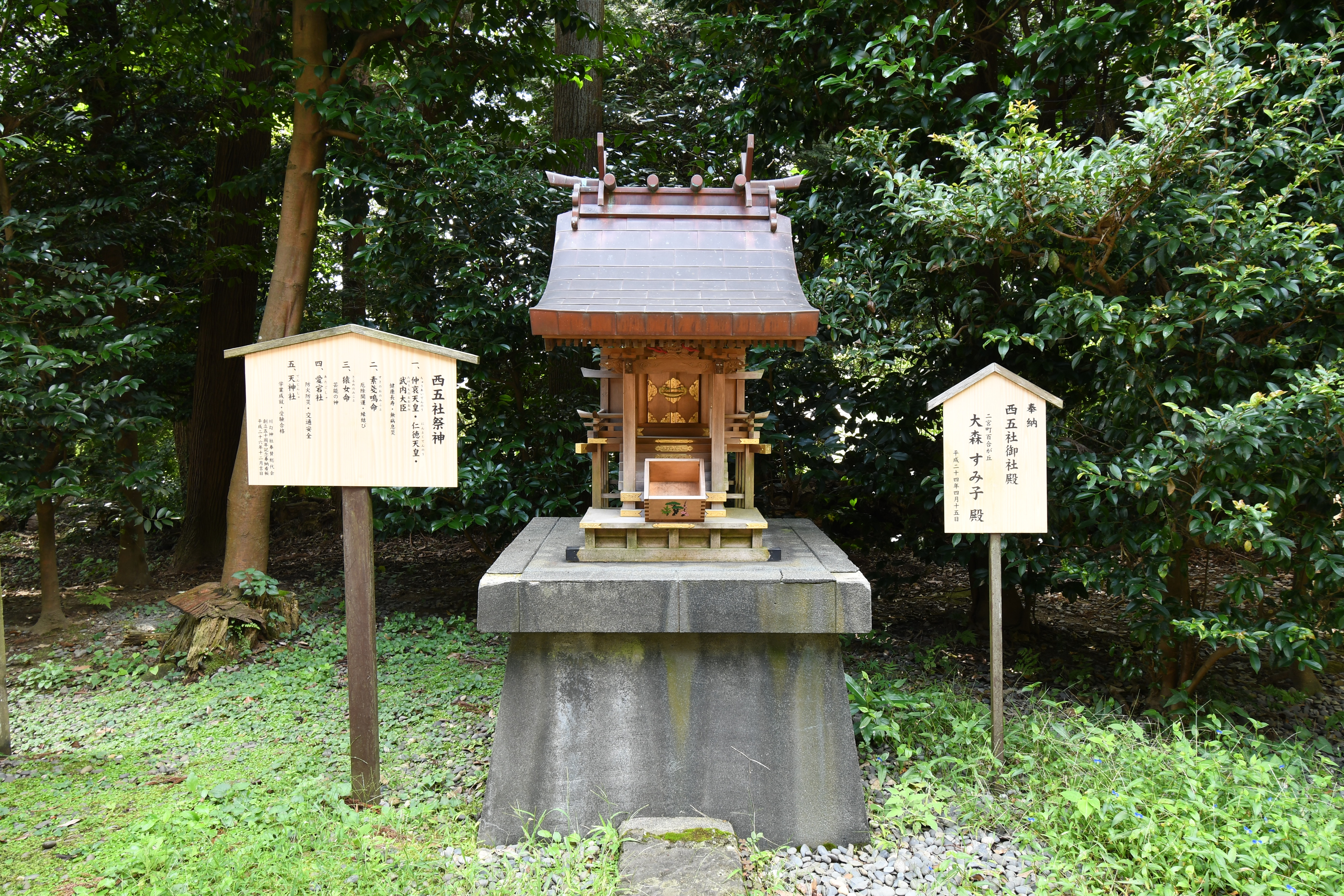
西五社
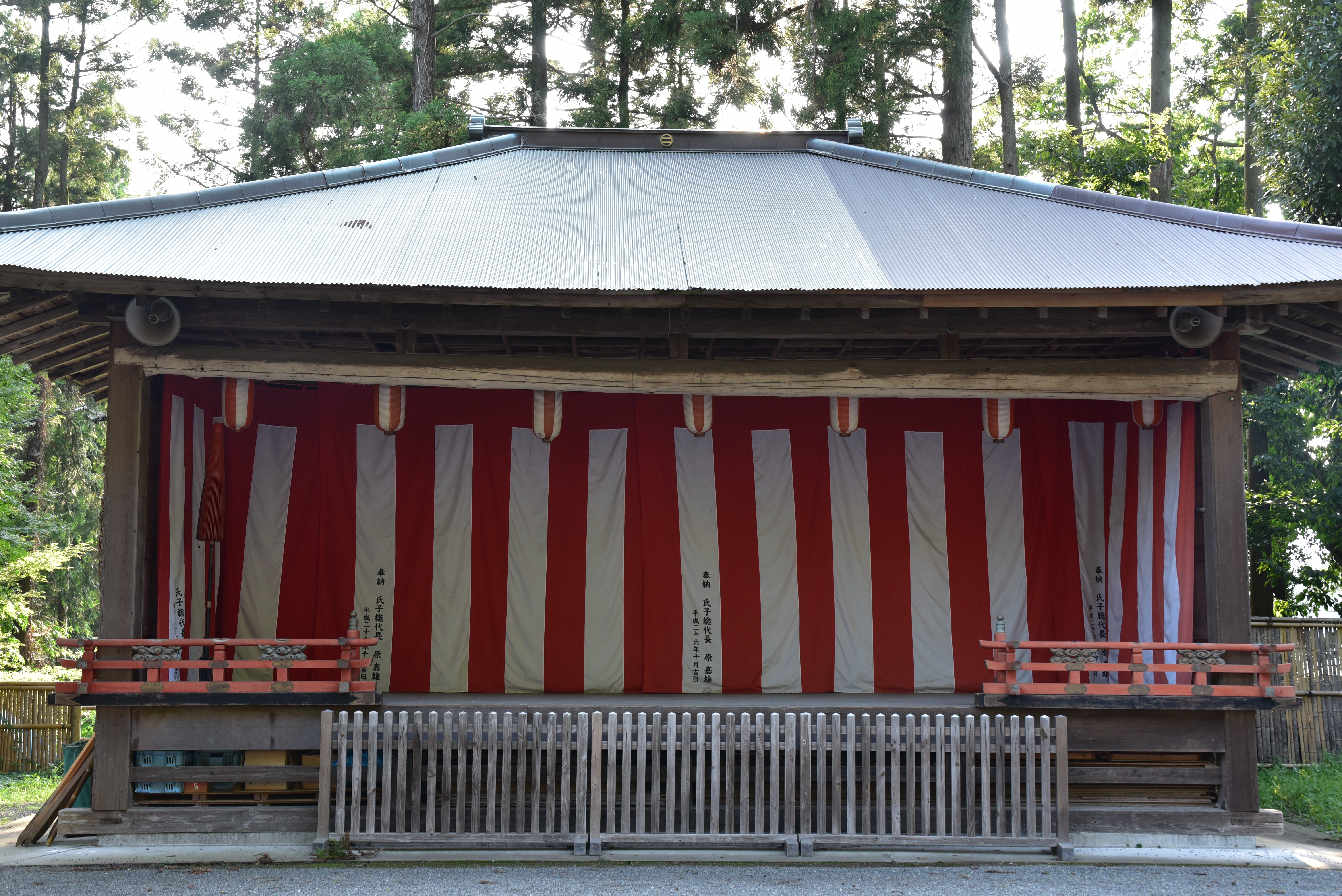
神楽殿
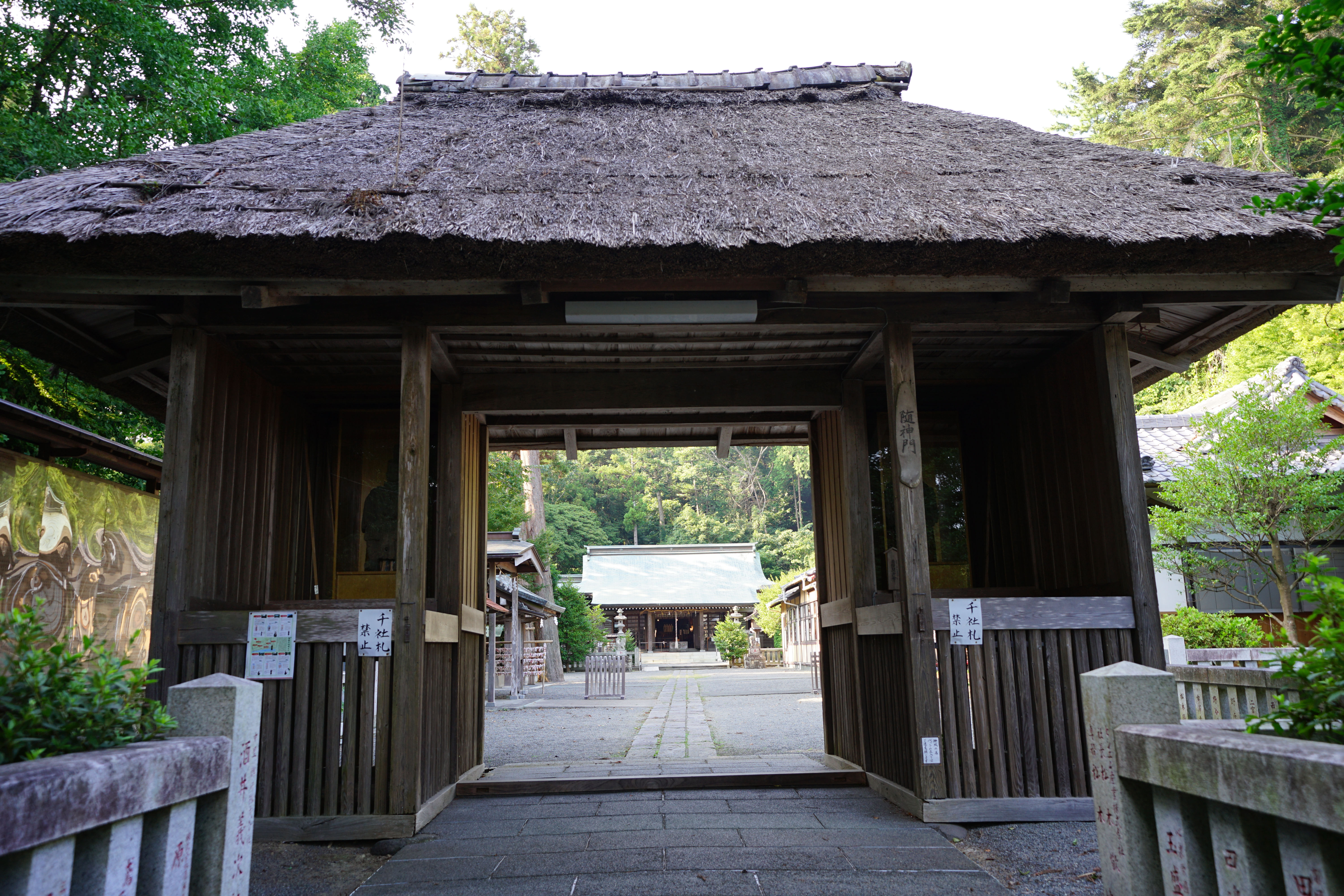
随神門
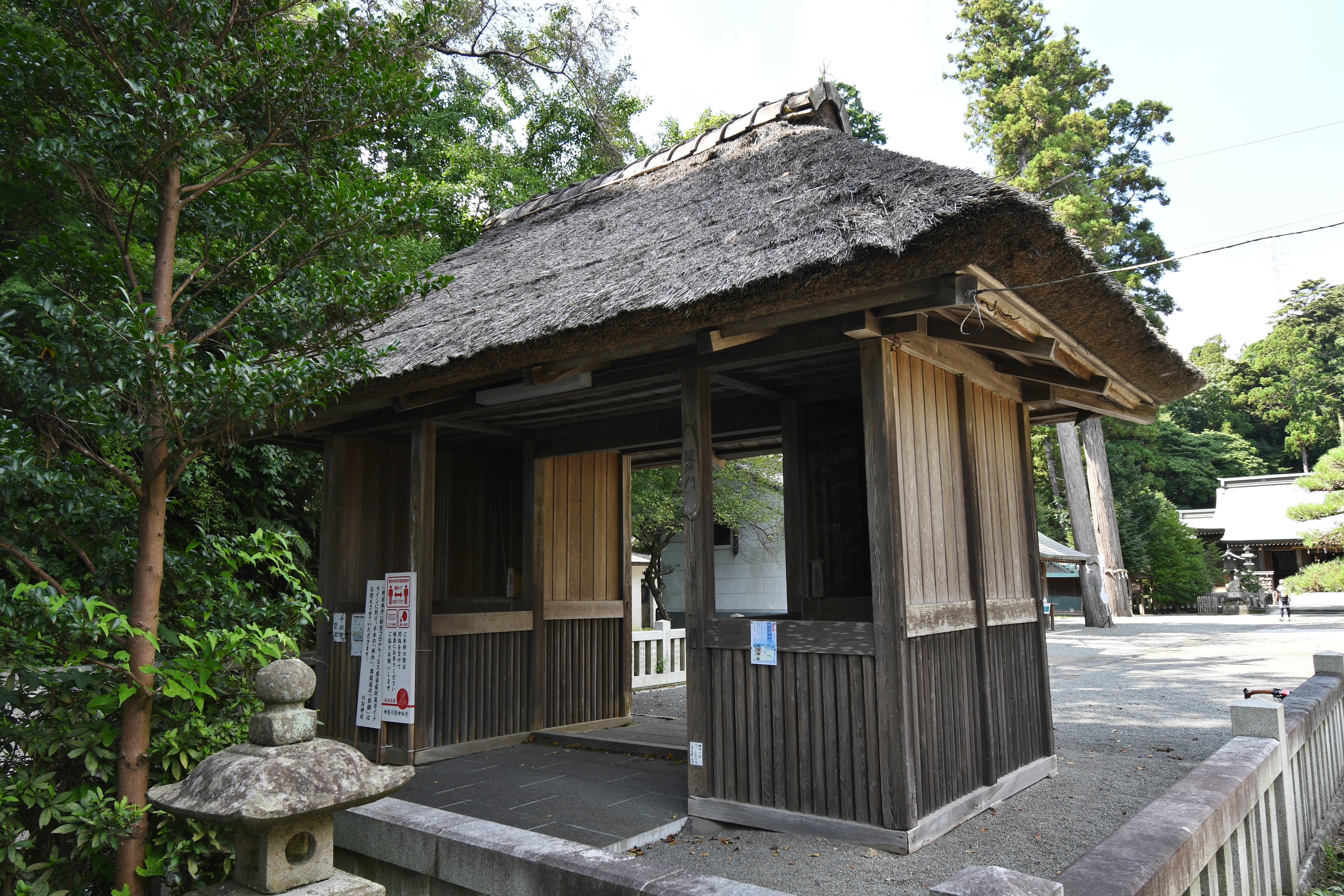
随神門（別の角度より）

## 祭事
- 元旦祈祷祭（元日）
- 御筒粥祭（1月15日）
- 節分祭（2月3日）
- 祈年祭（2月）
- 国府祭（5月5日）
- 夏越の大祓（6月下旬）
- 例大祭（10月第2日曜日）
- 新嘗祭（11月23日）
- 師走大祓（12月下旬）

## 文化財

### 二宮町指定文化財
- 重要有形文化財
  - 木造随身倚像 2体（彫刻） - 2007年（平成19年）3月指定。
  - 田船（考古資料） - 奈良時代と推定。1915年（大正4年）に旧神領の水田から出土。1974年（昭和49年）6月5日指定。
  - 古文書（歴史資料） - 書状、寄進状写しなど11点。1974年（昭和49年）6月5日指定。

## 現地情報
所在地
- 神奈川県中郡二宮町山西2122

交通アクセス
- JR東海道線二宮駅北口から二宮町コミュニティバス「にの♥バス」に乗車、「川勾神社入口」バス停下車徒歩約６分　※平日のみ運行[8]

- JR東日本東海道本線の二宮駅から神奈川中央交通バス二30系統「中井町役場入口」行きに乗車
  - 「押切坂上」下車徒歩約14分。
  - 「鐘藪」下車徒歩約11分。
- 西湘バイパス西湘二宮インターチェンジから車で約15分。